# Michel Macréau
Michel Macréau, né le 21 juillet 1935 à Paris et mort le 19 novembre 1995 à Laignes, est un artiste peintre français.
Considéré comme précurseur du mouvement artistique de la figuration libre, il s'inscrit dans la lignée des artistes de l'art brut comme Jean Dubuffet par exemple qui peignait des personnages de façon rudimentaire à l'aide de quelques traits en visant surtout l'expression des personnages. Macréau procède de la même manière et n'hésite pas à superposer des corps et des visages sans logique apparente.

## Biographie

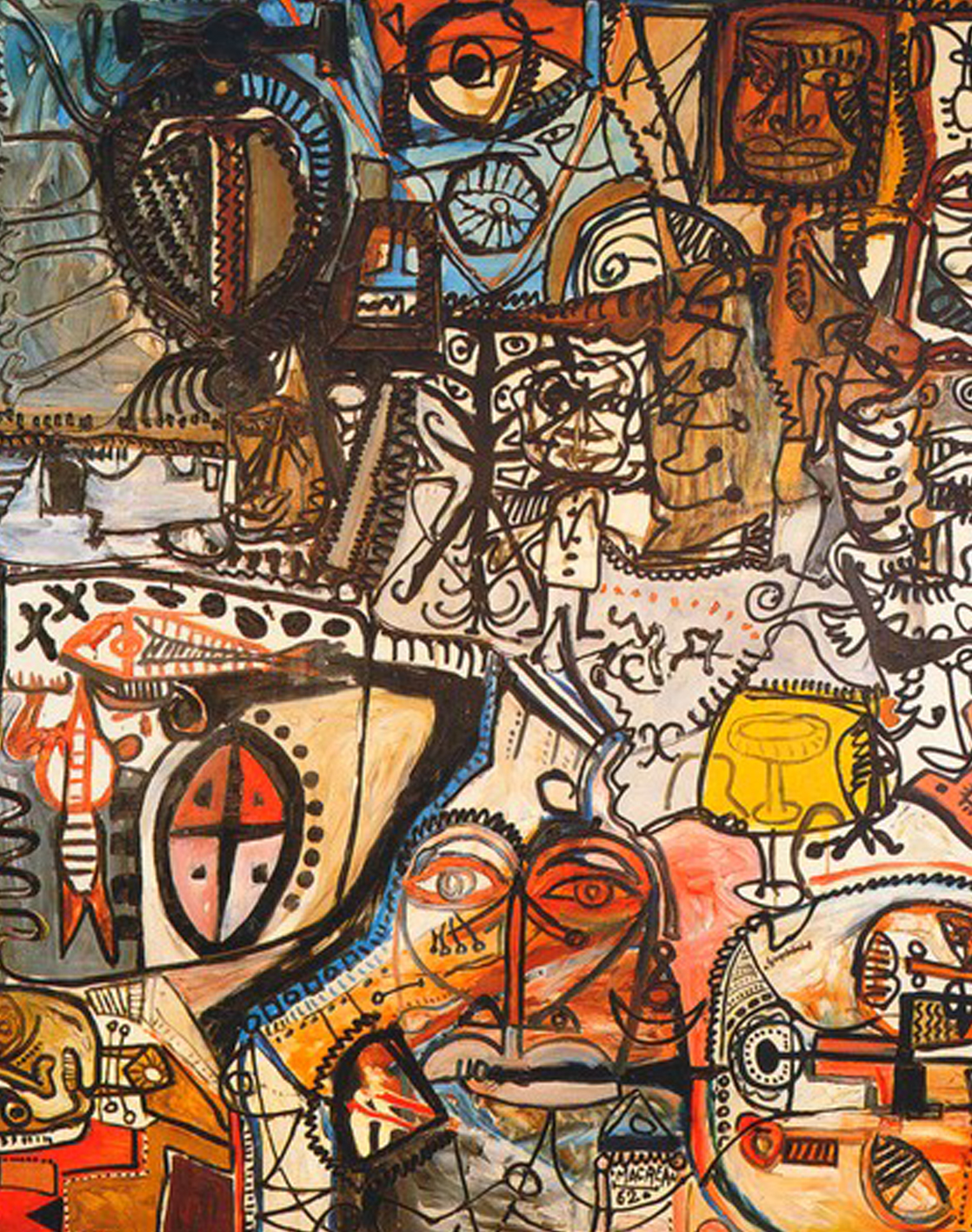
Œuvre de Michel Macréau

Il voit le jour à Paris dans un milieu modeste. En 1953 il est diplômé du Lycée de Sèvres (section artistique). Il participe alors à la réalisation de cartons pour les tapisseries de Le Corbusier. En 1956 il squatte un vieux château inhabité de la Vallée de Chevreuse avec des amis et sa famille jusqu'à ce qu'ils soient expulsés.
Il connait un succès rapide dans les années 1960 mais à partir de 1972 les doutes s'installent et Macréau tombe en dépression. Il effectue de longs séjours à l'hôpital. Ce n'est que dans les années 1980 qu'il reprend confiance dans sa démarche picturale;
Son obsession dominante reste le corps humain, les hommes mais surtout les femmes dont il peint les organes de manière symbolique.
On évoque à son propos les mouvements Cobra, le Graffiti, la Figuration libre.
Peu avant sa mort, il fait la rencontre du marchand d'art Alain Margaron qui possède sa propre galerie d'art à Paris. Depuis lors, cette galerie va défendre et exposer le travail de Michel Macréau sans relâche et a permis à cet artiste d'être encore présent aujourd'hui dans les grandes ventes aux enchères, les expositions de grands musées et dans les collections d'art les plus importantes.

## Principales expositions
- 1962 : Première exposition personnelle à la Galerie Raymond Cordier - Paris
- 1963 : Exposition collectives dans des galeries à Milan, Venise, Paris et São Paulo
- 1964 : Participe à la Figuration narrative, concept inventé par Gérald Gassiot-Talabot
- 1966 : Opiniào 66, Musée d'Art Moderne de Rio de Janeiro - Brésil
- 1967 : Exposition intitulée Bande dessinée et figuration narrative au Musée des arts décoratifs - Paris
- 1969 : Galerie T à Haarlem - Pays-Bas
- 1970 : Galerie Valriberra à Ibiza - Espagne
- 1971 : Tentures et Pancartes à la Galerie 9 - Paris
- 1973 : Neue Darmstädter Sezession à Darmstadt - Allemagne
- 1974 : Les Graffiti de Michel Macréau à la Galerie l'Œil de Bœuf - Paris
- 1983 : Galerie Rosart à Amersfoort - Pays-Bas
- 1984 : Galerie Nord à Randers - Danemark
- 1987 : Galerie Georg Nothelfer à Berlin - Allemagne
- 1988 : Jalons pour un parcours, Galerie Caroline Beltz - Paris
  - 1989 : Galerie Barbier-Beltz, FIAC 89, oeuvres récentes
  - 1989 : Galerie Barbier-Beltz, Paris, Oeuvres anciennes, dessins et petits formats
  - 1989 : Galerie Barbier-Beltz (Angel Alonso, Martin Barré, Bernard Dufour, Jacques Germain, Michel Macréau, Jean-Pierre Pincemin)
- 1989 : Galerie Peccolo à Livourne - Italie
  - 1990 : Galerie Barbier-Beltz, Paris, Peinture-objets
- 1990 : Vingt ans après' à la Galerie Prazan-Fitoussi (avec Valerio Adami, Peter Klasen, Jean-Michel Basquiat, Jean-Pierre Pincemin) - Paris
- 1990 : Le Visage dans l'Art contemporain au Musée du Luxembourg
  - 1991 : Galerie Barbier-Beltz, Paris, Très grands formats
  - 1991 : Galerie Barbier-Beltz, FIAC 91 (Martin Barré, Peter Briggs, Bernard Dufour, Jacques Germain, Michel Macréau, Jean-Pierre Pincemin)
- 1993 : Maison des Arts Claude Monet - Argenteuil
  - 1993 : Galerie Barbier-Beltz, Paris, Galerie de portraits
  - 1993 : Galerie Barbier-Beltz, Paris, SMGP2A (Si mon grand-père avait acheté)
  - 1994 : Galerie Barbier-Beltz, Paris (Régis Deparis, Bernard Dufour, Fougeron, J-R Hissard, Miuchel Macréau, Jean-Pierre Pincemin)
- 1995 : Maison de la Culture à Bourges.
- 1995 : Chapelle du bon Pasteur à Bourges
- 1995 : Musée des Arts décoratifs de Bourges - France
- 1997 : Centre d'Art contemporain à Istres - France
- 1999 : Espace Paul Rebeyrolles à Eymoutiers - France
- 2000 : La vérité en peinture de Michel Macréau à la Galerie Alain Margaron - Paris
- 2001 : Musée de Marignane - France
- 2004 : La Quête de résurrection à la Galerie Doris Benno - Saint-Paul-de-Vence
- 2007 : Galerie Nicolas Deman - Paris
- 2009 : Exposition collective Art brut au Musée de la Halle Saint Pierre - Paris
- 2012 : Michel Macréau : 30 portraits à la Galerie Alain Margaron - Paris
- 2015:  Galerie Nicolas Deman.
- 2016 : Exposition « Michel Macréau – exposition hommage », Galerie Roberto Peccolo, Livourne (Italie).
- 2017 : Les œuvres de Michel Macreau à la Maison des Arts de Châtillon.

## Collections publiques
- Musée d'art moderne de la ville de Paris
- Fonds national d'art contemporain (FNAC)